# برو اونجا، نمی‌دونم کجا
برو اونجا، نمی‌دونم کجا (روسی: Поди́ туда́, не зна́ю куда́) یک فیلم بلند کارتونی روسی به شیوهٔ کات‌اوت و در ژانر فانتزی، به کارگردانی ایوان ایوانف-وانو است که در سال ۱۹۶۶ منتشر شد. این فیلم یکی از معدود تلاش‌های ایوانوف-وانو در ژانر کمدی بود. این فیلم اقتباسی کمدی بر اساس درون‌مایه‌های افسانه‌های عامیانه روسی است، به‌ویژه داستان فولکلور «برو نمی‌دانم کجا و بیاور نمی‌دانم چه». فیلمنامه این اثر که توسط نیکلای اردمان، فیلم‌نامه‌نویس سرشناس شوروی نوشته شده، در آرشیو موزه مرکزی سینمای دولتی نگهداری می‌شود (مجموعه ۱۷، فهرست ۱، واحد نگهداری ۲۰).
یوری نورشتاین یکی از اَنیماتورهای اصلی این کارتون بود.